# Бернайс, Пауль
Па́уль Исаа́к Берна́йс (нем. Paul Isaac Bernays, 17 октября 1888, Лондон — 18 сентября 1977, Цюрих) — швейцарский математик, известный своими работами в области математической логики, аксиоматической теории множеств и философии математики. Был другом и многолетним сотрудником Давида Гильберта.

## Биография
Пауль Исаак Бернайс родился в еврейской семье; племянник Зигмунда Фрейда. В момент рождения его семья проживала в Лондоне, но вскоре переехала в Берлин, а спустя несколько лет — в Кёльн, где юноша окончил гимназию (1895—1907). Некоторое время колебался между двумя увлечениями — музыкой и математикой, но выбрал математику и продолжил обучение в Берлинском университете. Лекции по математике там читали, среди прочих, Эдмунд Ландау, Исай Шур и Фердинанд Фробениус. Проучившись 2 года в Берлине, Бернайс уехал в Гёттинген; там он слушал лекции Давида Гильберта, Феликса Клейна и Германа Вейля.
В 1912 году Бернайс вернулся в Берлинский университет и защитил там диссертацию по аналитической теории чисел; его научным руководителем был Эдмунд Ландау. Процедуру хабилитации Бернайс в том же году прошёл в Цюрихском университете у Эрнста Цермело, после чего был принят доцентом этого университета.
В 1917 году Бернайс принял приглашение Давида Гильберта и стал его помощником в Гёттингене. Как и Гильберт, Бернайс проводил исследования в области оснований математики. Эти исследования стали основой его докторской диссертации (1919), после чего Бернайс стал экстраординарным профессором Гёттингенского университета.
После прихода к власти в Германии нацистов Бернайс был уволен и снова переехал в Швейцарию, где работал в Политехникуме (профессор с 1945 года). В 1935—1936 годах работал в принстонском Институте перспективных исследований (США).
Сотрудничество Бернайса с Гильбертом продолжалось, и в 1934—1939 годах они опубликовали фундаментальную совместную монографию «Основания математики» в двух томах. В 1968 году, уже после смерти Гильберта, Бернайс выпустил 2-е издание этого труда, дополненное его собственными результатами. Бернайс также опубликовал ряд работ по аксиоматике теории множеств, став одним из авторов «аксиоматики фон Неймана — Бернайса — Гёделя». В 1947 году стал одним из основателей философского журнала «Диалектика».

## Труды в русском переводе
- Гильберт Д., Бернайс П. Основания математики. Том I. Логические исчисления и формализация арифметики. М.: Наука, 1979, 560 c.
- Гильберт Д., Бернайс П. Основания математики. Том II. Теория доказательств. М.: Наука, 1982, 656 с.
- Бернайс П. О платонизме в математике.